# Bob Bedell
Robert George Bedell, detto Bob (Los Angeles, 26 giugno 1944 – 14 giugno 2015), è stato un cestista statunitense, professionista nella ABA.

## Carriera
Venne selezionato dai Philadelphia Warriors al decimo giro del Draft NBA 1966 (90ª scelta assoluta).